# 紀伊駅
紀伊駅（きいえき）は、和歌山県和歌山市北野にある、西日本旅客鉄道（JR西日本）阪和線の駅である。駅番号はJR-R51。
大阪府との府県境となる和泉山脈の雄ノ山峠を越えることもあり、北隣の山中渓駅と当駅の駅間距離は阪和線では最も長い8.1kmとなっている。

## 歴史
- 1930年（昭和5年）6月16日：阪和電気鉄道の和泉府中駅 - 阪和東和歌山駅（現・和歌山駅）間延伸により開業[1]。
- 1940年（昭和15年）12月1日：阪和電気鉄道が南海鉄道に吸収合併され、南海山手線の駅となる[2]。
- 1944年（昭和19年）5月1日：戦時買収により国有化され、運輸通信省（国鉄）阪和線の駅となる[2][3]。
- 1968年（昭和43年）9月1日：貨物の取り扱いが廃止[4]。
- 1984年（昭和59年）2月1日：荷物扱い廃止[4]。
- 1987年（昭和62年）4月1日：国鉄分割民営化により、JR西日本の駅となる[2][4]。
- 1988年（昭和63年）3月13日：朝夕の一部快速停車駅となる。
- 1992年（平成4年）11月1日：みどりの窓口営業開始。
- 1993年（平成5年）7月1日：阪和線運行管理システム（初代）導入。
- 1998年（平成10年）6月25日：自動改札機を設置し、供用開始[5]。
- 1999年（平成11年）5月10日：紀州路快速運転開始により、終日快速停車駅になる。
- 2003年（平成15年）11月1日：ICカード「ICOCA」の利用が可能となる[6]。
- 2013年（平成25年）9月28日：阪和線運行管理システムを2代目のものに更新。
- 2018年（平成30年）3月17日：駅ナンバリングが導入され、使用を開始。
- 2022年（令和4年）
  - 3月18日：みどりの窓口の営業を終了[7]。
  - 3月19日：みどりの券売機の稼働を開始[7]。

## 駅構造
島式ホーム2面4線を持つ、待避設備を備えた地上駅。駅舎と2つのホームが同じ高さにあり、この3つを結ぶ跨線橋がある。のりばは駅舎側から1番のりば、2番のりば、3番のりば、4番のりばである。有効長は、本線となる3番線と2番線は8両編成分あるが、待避線となる4番線と1番線は、両端1両分ずつない6両編成分である。
駅舎やホームは駅前の道路などから見ると少し高い場所にあり、駅舎と駅前とは階段で結ばれている。駅舎は狭い敷地に建てられているためL字型をした構造である。
和歌山統括駅が管理している直営駅で、阪和線としては、和歌山県の最北端にある駅である。2012年に和歌山駅から和泉砂川駅へ移管されたが、2025年の6月に再度、和歌山統括駅の管轄となった。みどりの券売機が設けられ、ICカード「ICOCA」を利用できる。

### のりば
| のりば | 路線   | 方向 | 行先       |
| ------ | ------ | ---- | ---------- |
| 1・2   | 阪和線 | 下り | 和歌山方面 |
| 3・4   | 阪和線 | 上り | 天王寺方面 |

- 2番・3番のりばが主本線、1番・4番のりばが待避線である。

## 利用状況
2022年（令和4年）度の1日平均乗車人員は3,243人である。和歌山県にあるJRの駅では和歌山駅に次いで、第2位である。
近年の1日平均乗車人員は以下の通りである。（但し、降車客は含まない。）
| 年度               | 1日平均 乗車人員 | 1日平均 乗降人員 | 備考 |
| ------------------ | ---------------- | ---------------- | ---- |
| 1998年（平成10年） | 3,972            |                  |      |
| 1999年（平成11年） | 3,967            |                  |      |
| 2000年（平成12年） | 3,955            | 7,932            |      |
| 2001年（平成13年） | 3,895            | 7,790            |      |
| 2002年（平成14年） | 3,873            | 7,746            |      |
| 2003年（平成15年） | 3,910            | 7,842            |      |
| 2004年（平成16年） | 3,924            | 7,848            |      |
| 2005年（平成17年） | 3,980            | 7,960            |      |
| 2006年（平成18年） | 4,007            | 8,014            |      |
| 2007年（平成19年） | 4,029            | 8,058            |      |
| 2008年（平成20年） | 4,112            | 8,200            |      |
| 2009年（平成21年） | 4,104            | 8,208            |      |
| 2010年（平成22年） | 4,179            | 8,358            |      |
| 2011年（平成23年） | 4,246            | 8,492            |      |
| 2012年（平成24年） | 4,286            | 8,572            |      |
| 2013年（平成25年） | 4,280            | 8,560            |      |
| 2014年（平成26年） | 4,088            | 8,176            |      |
| 2015年（平成27年） | 4,129            | 8,260            |      |
| 2016年（平成28年） | 4,089            | 8,178            |      |
| 2017年（平成29年） | 4,048            | 8,096            |      |
| 2018年（平成30年） | 3,948            | 7,896            |      |
| 2019年（令和元年） | 3,882            | 7,764            |      |
| 2020年（令和02年） | 2,628            | 5,258            |      |
| 2021年（令和03年） | 2,850            | 5,702            |      |
| 2022年（令和04年） | 3,243            | 6,486            |      |

## 駅周辺

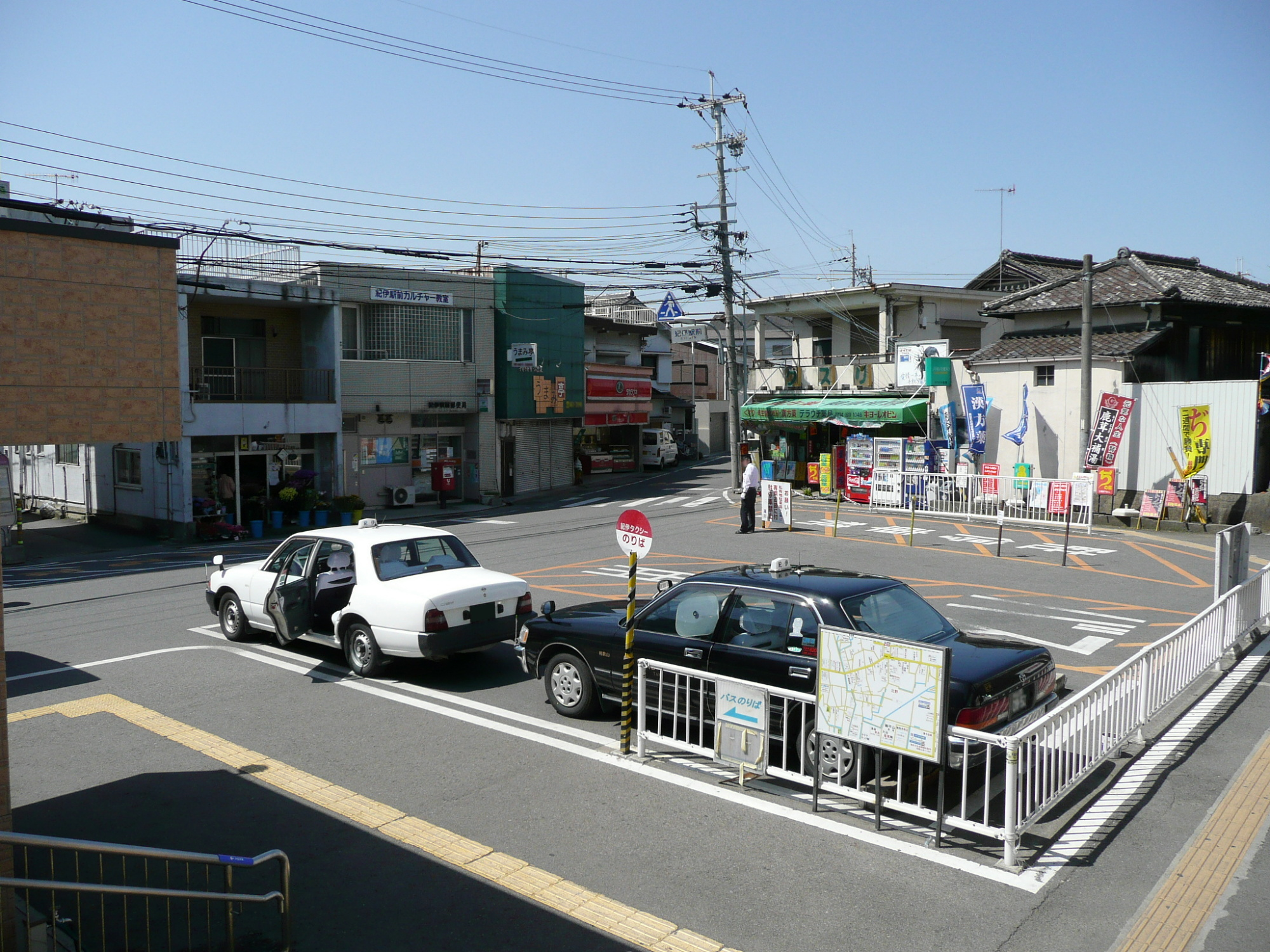
駅前（2008年5月）

当駅周辺は1959年（昭和34年）に和歌山市へ編入されるまで海草郡紀伊村だったところで、駅名もこれによる。当駅西方の和歌山市府中（旧・紀伊村大字府中）に鎮座する府守神社が紀伊国の国府跡と伝わり、旧国名をそのまま名乗る自治体を形成していた。
- 和歌山市立紀伊小学校
- 和歌山市立紀伊中学校
- 和歌山県立紀伊コスモス支援学校
- 上野廃寺跡
- 川辺王子跡
- 阪和自動車道紀ノ川サービスエリア
- 紀伊駅前郵便局
- 和歌山バス定期券発売所
- 和歌山県道7号粉河加太線

### バス路線
駅前を通る和歌山県道7号線沿いに「紀伊駅前」停留所があり、下記の路線が発着する。
和歌山バス
- 83・84・85系統（六十谷線）
  - 南海和歌山市駅行き
  - 川永団地行き

和歌山バス那賀
- 紀伊粉河線
  - 紀泉台・近畿大学（生物理工学部）・粉河寺・粉河駅前方面
  - 県立盲学校前・F.B.T・六十谷・近畿大学附属和歌山校前方面

## 隣の駅
西日本旅客鉄道（JR西日本）
 阪和線
■快速・■直通快速・■紀州路快速（朝の下りの一部）
和泉砂川駅 (JR-R48) - 紀伊駅 (JR-R51) - 六十谷駅 (JR-R52)
■紀州路快速（上記以外の列車）・■区間快速（平日のみ運転）・■普通
山中渓駅 (JR-R50) - 紀伊駅 (JR-R51) - 六十谷駅 (JR-R52)

#### 統計
和歌山県公共交通機関等資料集
1. 1 2 3 4 5 6 7 8 9 10 11 12 13 14 15 16 17  令和2年度和歌山県公共交通機関等資料集 - ウェイバックマシン（2021年10月26日アーカイブ分）、和歌山県企画部地域振興局総合交通政策課、2022年02月23日閲覧
2. 1 2 3 4  令和元年度和歌山県公共交通機関等資料集 - ウェイバックマシン（2021年1月24日アーカイブ分）、和歌山県企画部地域振興局総合交通政策課、2022年02月23日閲覧
3. ↑  令和3年度和歌山県公共交通機関等資料集 (PDF)
4. ↑  “令和4年度和歌山県公共交通機関等資料集” (PDF).   和歌山県. 2024年7月15日閲覧。

和歌山県統計年鑑
1. 1 2  “和歌山県統計年鑑（令和5年度刊行） 11 鉄道輸送” (xlsx).   和歌山県 (2023年). 2024年7月15日閲覧。
2. ↑  “和歌山県統計年鑑（平成30年度刊行） 11 鉄道輸送” (xls).   和歌山県 (2018年). 2021年11月6日閲覧。
3. ↑  “和歌山県統計年鑑（令和元年度刊行） 11 鉄道輸送” (xls).   和歌山県 (2019年). 2021年11月6日閲覧。
4. ↑  “和歌山県統計年鑑（令和2年度刊行） 11 鉄道輸送” (xls).   和歌山県 (2020年). 2022年2月23日閲覧。
5. ↑  “和歌山県統計年鑑（令和3年度刊行） 11 鉄道輸送” (xlsx).   和歌山県 (2021年). 2024年7月15日閲覧。
6. ↑  “和歌山県統計年鑑（令和4年度刊行） 11 鉄道輸送” (xlsx).   和歌山県 (2022年). 2024年7月15日閲覧。